# 日本アブノーマル協会
『日本アブノーマル協会』(にっぽんアブノーマルきょうかい)は、日本のヴィジュアル系バンド、R指定が2017年4月5日に発売した通算3枚目となるミニ・アルバム。

## 概要
- R指定のアルバム作品としては、『少女喪失 -syojosoushitsu-』から約1年半ぶり、ミニ・アルバムとしては『裏音源盤。』以来、約8年振りのリリースとなった。
- 全曲PVが製作されており、ビデオ・クリップ集『映像盤。肆』で、全曲1フレーズのみではあるが、晴れてPVが初めて公開された。

## 収録曲
1. ぼくらのアブノーマル
本作のリードナンバー。
2. delete.
3. 君にオーバードーズ
4. the Red papers
2ndフル・アルバム『日本沈没』に収録されている「神風」の続編ともいえる楽曲。
5. スタンド・バイバイ・ミー